# Patrol Tatry
Patrol Tatry – polski serial dokumentalny, emitowany w Fokus TV. Opowiada o codziennej służbie strażników Tatrzańskiego Parku Narodowego. W serialu pojawiają się również ratownicy TOPR-u, właściciele schronisk górskich, taternicy i przyrodnicy.